# Jablonovka
Jablonovka (más néven Fenes, ukránul: Яблунівка) falu Ukrajnában, Kárpátalján, a Huszti járásban. A település Visk községhez tartozik.

## Fekvése
Huszttól délkeletre fekvő település.

## Nevének eredete
Nevének Fenes helységnév változata magyar víz-névi eredetű. A pataknév a magyar  fen ’fenőkő, kaszakő’ főnév -s képzős származéka, mely olyan helyre, patakmederre utal, ahonnan fenőkőnek való kövek szedhetők. A hivatalos ukrán Яблунівка jelentése ’almás’, ld. ukrán яблуня ’almafa’ alakot. A magyar névvel nincs kapcsolatban.

## Története
Jablonovka, Fenes, Яблунівка nevét 1907-ben említette oklevél Fenes néven. Későbbi névváltozatai: 1863-ban Fenes patak, 1864-ben Fenes hát, Fenes Alja, Fenesi lázak, Fénes hegy, Fenes patak 1944-ben Fenestelep (hnt.), 1983-ban Яблунівка, Яблoнoвка,
A falu Visk külterületi lakott helye volt, közigazgatásilag ma is hozzá tartozik.